# Perithous changbaishanus
Perithous changbaishanus là một loài tò vò trong họ Ichneumonidae.